# Mörttjärnen (Ströms socken, Jämtland, 708319-149767)
Mörttjärnen är en sjö i Strömsunds kommun i Jämtland och ingår i Ångermanälvens huvudavrinningsområde. Sjön har en area på 0,202 kvadratkilometer och ligger 283 meter över havet.

## Delavrinningsområde
Mörttjärnen ingår i det delavrinningsområde (708328-149778) som SMHI kallar för Utloppet av Flärkarna. Medelhöjden är 302 meter över havet och ytan är 6,76 kvadratkilometer. Räknas de 3 avrinningsområdena uppströms in blir den ackumulerade arean 56,77 kvadratkilometer. Malmån som avvattnar avrinningsområdet har biflödesordning 4, vilket innebär att vattnet flödar genom totalt 4 vattendrag innan det når havet efter 172 kilometer. Avrinningsområdet består mestadels av skog (58 procent) och sankmarker (32 procent). Avrinningsområdet har 0,31 kvadratkilometer vattenytor vilket ger det en sjöprocent på 4,7 procent.